# 平田誠一郎
平田 誠一郎（ひらた せいいちろう、1949年8月31日 - ）は、日本の右派、保守系の政治運動家である。山口県出身。防衛大学校卒業。維新政党・新風本部国際部長。アジア文化交流会会長。 

## 政治活動
- 1998年 - 参議院山口県選挙区に青年自由党公認で立候補、落選。
- 1999年 - 山口県議選下関市選挙区に青年自由党公認で立候補、落選。
- 2004年 - 参院選山口選挙区に維新政党新風公認で立候補、落選。